# はじめようマイ・バー
はじめようマイ・バーとは、Happy Elementsが開発・運営し、mixiなどのソーシャル・ネットワーキング・サービス (SNS) に展開されている、バーを経営する育成シミュレーションゲームである。略称は「マイ・バー」。
Flashを使用したFlashゲームで、課金ゲーム制度を採っている。2013年3月7日にサービスは終了した。

## 概要
ユーザはバーの経営者となり、店員の雇用・店員の服装、体力管理・バーの内装、外装整備・食材収集・メニュー開発・店内の清掃を通じて、多くのお客様の集まる人気のバーを作り上げていく。

## ゲームシステム
バーを運営して利用客からコインを稼ぎ、店の拡張、テーブルや椅子や壁紙といったインテリアを増やしたり、店員の服装、お店の外装などをカスタマイズすることで自分好みのバーを作り上げることができる。